# Tobias Arlt
Tobias Arlt (n. 2 iunie 1987, Berchtesgaden, Bavaria, Germania) este un sănier german, medaliat olimpic. A participat la o ediție a Jocurilor Olimpice (2014) în care a câștigat două medalii de aur.